# Гурамі шоколадний
Шокола́дний гура́мі (Sphaerichthys osphromenoides) — тропічний вид лабіринтових риб з родини осфронемових (Osphronemidae).
Був описаний Дж. Канестріні в 1860 році. Родова назва походить від грецьких слів σφαῖρα = «сфера» і ἰχθύς = «риба», тобто буквально означає «сферична риба»; видова назва osphromenoides є посиланням на велетенського гурамі (Osphronemus gorami).

## Поширення
Водиться в Південно-Східній Азії: Малайський півострів, острови Суматра та Калімантан.
Шоколадні гурамі мешкають у маленьких лісових водоймах, зазвичай це торф'яні болота та пов'язані з ними струмки. Щільний купол тропічного лісу пропускає дуже мало світла до поверхні водойм. Скрізь лежать повалені дерева, а дно водойм встелене гіллям і опалим листям. Маса органічного матеріалу гниє й виділяє гумінові кислоти. Через це вода, в якій мешкають шоколадні гурамі має характерний темно-коричневий колір, майже зовсім демінералізована, а показник pH буває в межах 4,0-6,0, температура 24-27°C. Водяна рослинність практично відсутня.

## Опис
Довжина цих риб становить 5-6 см. Вони мають витягнуте, помірно високе тіло, за формою близьке до овального і сильно стиснуте з боків. Контур черева вигнутий більше, ніж контур спини. Морда загострена, рот верхній, маленький.
Спинний плавець короткий, анальний, навпаки, довгий, перші промені черевних плавців сильно подовжені. Формула плавців: D VIII—XII/7-10, A VII—X/18-22, P 8-10, V I/5, C 13. У бічній лінії 26-30 лусок.
Основне забарвлення варіює від світло-коричневого до темно-коричневого, іноді з червоним відтінком. Тіло перетинають декілька білих вертикальних смужок, які можуть набувати жовтуватого або золотавого забарвлення. Луска має темну облямівку. Плавці коричневі, частково вкриті червонуватими крапочками, мають вузьку світлу облямівку. У молодих рибок чітко помітно світлу поздовжню смугу.
Статеві відмінності невиразні. За зовнішніми ознаками розрізнити стать можна лише за доброго самопочуття риб. Кінчик спинного плавця у самців буває загостреним, а у самок закругленим. Самці трохи інтенсивніше забарвлені, горло і груди в них червоні або фіолетові, тоді як у самок сріблясті. Проте всі ці відмінності є ненадійними, тим більше що частину з них можна побачити лише на розправлених плавцях, а буває це доволі рідко. Надійно розрізнити самців і самок можна лише в нерестовий період. Самку тоді легко можна впізнати по товстому череву з визрілою ікрою. Горло в неї набуває червонуватого забарвлення. У самця хвостовий плавець стає оксамитово-чорним, що гарно контрастує з його білою облямівкою.

## Утримання в акваріумі
Вперше шоколадні гурамі з'явилися в Європі ще 1905 року. Проте ці привабливі, з цікавою поведінкою рибки нечасто зустрічаються в акваріумах, вони вважаються серед акваріумістів проблемним видом. Рибки чутливі, хворобливі, довго не живуть. Розвести їх в акваріумі непросто, тому більшість екземплярів, що пропонуються торгівлею, були виловлені в природі.
Головна проблема полягає в забезпеченні показників води, що відповідають природному середовищу виду. Використовують торфування, фільтрацію, йонізацію, ультрафіолетове опромінювання води. Щотижня рекомендується міняти 30-50 % води.
Краще тримати шоколадних гурамі у видовому акваріумі групою з 5-10 риб. Місткість акваріума має становити 80 літрів або більше. Риби рухливі й постійно перебувають у пошуках їжі або сваряться між собою. В групі встановлюється ієрархія. В акваріумі повинно бути достатньо схованок, де слабші риби могли б певний час переховуватись. Шоколадних гурамі тримають також парами, але тоді не можна спостерігати характерної «суспільної» поведінки виду.
Риби всеїдні, приймають всі види звичайних кормів. Їх годівля не викликає проблем.

## Розмноження

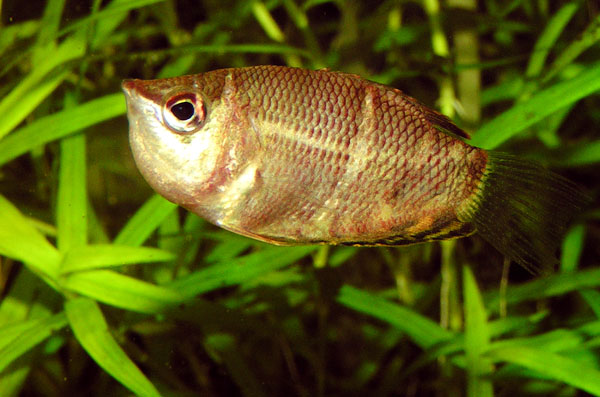
Самка шоколадного гурамі з ікрою в горловому мішку

Якщо утримання шоколадних гурамі, за певного досвіду, може бути цілком реальною справою, то розвести цих рибок в акваріумних умовах вдається дуже рідко. Твердість води має становити лише 0,5°dH, показник pH5,5-6,0, температура 26-28°С. Ґрунт піщаний.
Нерест парний. Риби шукають захищене місце біля дна і довгий час кружляють навколо нього. Забарвлення риб темнішає. Ікру зазвичай відкладають у неглибоку ямку. Нерест відбувається порівняно швидко, переважно ввечері. Воно складається із декількох окремих актів ікрометання, під час яких пара на мить завмирає в обіймах, рибки здригаються й відкладають порцію ікри. Вид малопродуктивний, самка відкладає максимум 100—150 ікринок. Коли вся ікра буде відкладена, самка збирає її в рот і з сильно роздутим горловим мішком, наповненим ікрою, спливає до поверхні води. Самець збирає залишки ікри й передає їх самці.
Протягом двох тижнів самка ховається в затишному місці біля поверхні води. Вона стоїть на одному місці й постійно робить жувальні рухи, тим самим перемішуючи й ущільнюючи ікринки. Приблизно через 14 днів виношування мати випльовує вже готових мальків довжиною близько 5 мм. Чисельність виводка може бути до 50 мальків. Малята відразу беруть наупліуси артемій, проте вони надзвичайно ніжні, чутливі й хворобливі, підняти їх дуже складно.